# Шупик, Платон Лукич
Платон Лукич Шупик (28 ноября 1907, село Будилка, Харьковская губерния — декабрь 1986, Киев) — советский врач-хирург, министр здравоохранения Украинской ССР, Заслуженный врач УССР (1967), кандидат медицинских наук (1940), профессор (1968, без защиты докторской диссертации). Депутат Верховного Совета УССР 3-го, 5-7-го созывов. Кандидат в члены ЦК КПУ (1952—1954, 1960—1961), член ЦК КПУ (1954—1956, 1961—1971).

## Биография
Родился в многодетной крестьянской семье. С 10 лет работал на сезонных работах в сельском хозяйстве. В 1924 году поступил в Богодуховскую профессионально-техническую школу на Харьковщине, после окончания которой с 1926 года работал слесарем и машинистом совхоза «Пролетарский» Золочевского района Харьковской области, откуда в 1927 году поступил на рабфак при Харьковском медицинском институте. Затем учился на лечебном факультете.
В 1931 году окончил Харьковский медицинский институт. Поступил в аспирантуру при кафедре факультетской хирургии, с 1935 года — ассистент урологической клиники кафедры факультетской хирургии Харьковского медицинского института. Со временем перешел на кафедру урологии, принимал активное участие в работе урологической секции Харьковского медицинского общества. В 1940 году защитил кандидатскую диссертацию «Диагностическая ценность измерения сопротивления электрическому току органов и тканей».
Член ВКП(б) с 1940 года.
В ноябре 1940 года приказом по Наркомату здравоохранения Украинской ССР был назначен директором 2-го Харьковского медицинского института. Во время Великой Отечественной войны в 1941 году эвакуировал институт из Харькова в город Фрунзе Киргизской ССР. С марта 1942 года до мая 1944 возглавлял Киргизский медицинский институт, в состав которого вошел и эвакуирован Харьковский мединститут. В мае 1944 года был откомандирован в распоряжение Наркомата здравоохранения Украинской ССР.
В июне 1944 — марте 1952 г. — начальник управления медицинских учебных заведений Наркомата (Министерства) здравоохранения Украинской ССР.
1 марта 1952 — 23 июля 1954 года — министр здравоохранения Украинской ССР.
23 июня 1954 — май 1956 г. — 1-й заместитель министра здравоохранения СССР.
6 июня 1956 — 24 марта 1969 — министр здравоохранения Украинской ССР.
В 1966—1980 годах — заведующий кафедрой социальной гигиены и организации здравоохранения Киевского института усовершенствования врачей, в 1980—1981 годах — профессор-консультант Киевского института усовершенствования врачей. Автор более 160 трудов по вопросам хирургии, в частности пластической хирургии, урологии и организации здравоохранения.
В 1998 году его имя присвоено Киевской медицинской академии последипломного обучения (теперь Национальная медицинская академия последипломного образования имени П. Л. Шупика).

## Награды
Награжден двумя орденами Ленина (1961, 1966), орденом Трудового Красного Знамени (1957), орденом Октябрьской революции, тремя орденами «Знак Почета» (1943, 1948, 1953), многими медалями, Почетной Грамотой Президиума Верховного Совета УССР (1969), удостоен высокого звания «Заслуженный врач Украинской ССР».

## Ссылка
- Открыта мемориальная доска Архивная копия от 27 ноября 2016 на Wayback Machine
- Биография на сайте Национальной медицинской академии последипломного образования имени Платона Шупика (рус.)(рус.)